# Elsach
Die Elsach ist ein gut 5 km langer und rechter Zufluss der mittleren Erms auf der Schwäbischen Alb in Baden-Württemberg.

## Geographie

### Quelle

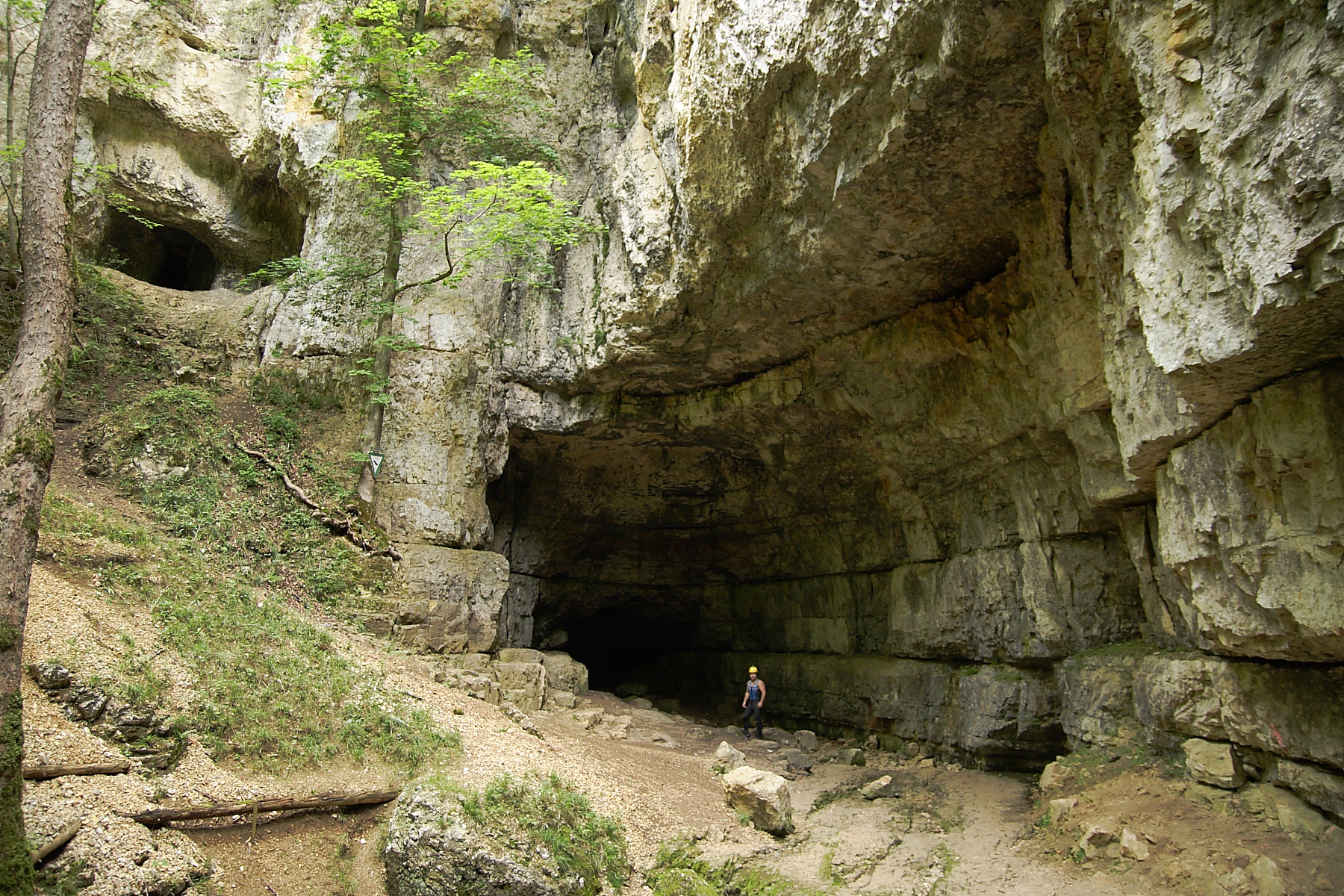
Das extrem große Portal der Falkensteiner Höhle. Vgl. die Größe des Höhlenforschers

Die Quellen der Elsach befinden sich südwestlich von Grabenstetten. Sie entspringen als Karstquellen dem System der Falkensteiner Höhle. Nur bei starkem Niederschlag und entsprechend hohem Karstwasserspiegel, wie auch im schneeigen Winter, ist heute das Höhlenportal die obere Quelle der Elsach. Der größte Teil des Wassers entfließt die überwiegende Zeit im Jahr an weiteren Stellen, die mit der Falkensteiner Wasserhöhle noch in Verbindung stehen.
Ein Teil des Höhlenwassers verschwindet nach ca. 30 m vom Portal in einer Bodenöffnung der Wasserhöhle, fließt unterirdisch als Höhlenbach weiter und tritt sodann unterhalb des Höhleneingangs zutage. Ein geringer Teil des Elsachquellwassers entspringt nur bei extrem hohen Karstwasserspiegel aus dem gegenüberliegenden Elsachbröller. Eine weitere Karstquelle am Wanderparkplatz an der L 211, die in einem Quellbecken gefasst wurde, speist die junge Elsach.

### Verlauf
Die Elsach verläuft dann begleitet von der L 211  zwischen den Fuchsberg auf ihrer rechten Seite und dem Wandelspitz auf der linken lange in Richtung Südwesten durch das an den Hängen und abschnittsweise auch auf dem Grund bewaldete Pfähler Tal.
In der Stadtmitte von Bad Urach mündet sie zuletzt, nachdem sie auf ihrem 5,4 km langen Lauf teils vergleichsweise lange Zuflüsse aufgenommen hat, auf einer Höhe von unter 450 m von rechts und Osten in die Erms.

### Einzugsgebiet
Das über 30 km² große Einzugsgebiet erstreckt sich weit nach Norden bis nahe dem Steinbruch bei Erkenbrechtsweiler und nach Osten bis jenseits des Stadtteils Hengen und umfasst außer einem überwiegenden Anteil an Albhochfläche einige tiefe und lange Talachsen.

### Zuflüsse
- Büchelbrunnenbach, von links und Ostsüdosten auf 503,8 m ü. NHN, 2,0 km und 4,9 km².
- Kaltentalbach, von rechts und Norden am Wohnplatz Pfählhof von Bad Urach auf etwa 495 m ü. NHN, 2,8 km und 8,3 km². Entsteht auf etwa 584 m ü. NHN in Tallage nordöstlich von Hülben. Abschnittsweise ohne dauerhaftes Bett.
  -  Durchfließt auf etwa 536 m ü. NHN einen Teich, 0,2 ha.
  -  Durchfließt auf 533 m ü. NHN einen künstlichen See mit Insel, 1,3 ha.
  - (Bach aus dem Lenninger Täle), von links und Nordnordosten auf etwa 516 m ü. NHN am Gewann Burren, 0,9 km und ca. 1,3 km². Entsteht auf unter 580 m ü. NHN am Südostabfall des Lauereckfelsens.
    -  Speist einen Teich auf etwa 553 m ü. NHN links am Oberlauf, 0,1 ha.

  - (Abfluss der Hennenfelsenquelle), von rechts und Nordwesten auf etwa 495 m ü. NHN kurz vor der Mündung, etwas über 0,2 km und unter 0,1 km². Die Quelle entspringt auf etwa 505 m ü. NHN am Hangfuß unter dem Hennenfelsen.
- (Abfluss der Biberteichquelle), von rechts und Nordosten auf etwa 493 m ü. NHN kurz nach dem vorigen Zufluss gegenüber dem Campingplatz beim Pfählhof, 0,4 km und ca. 0,5 km². Entsteht auf etwa 565 m ü. NHN in einer Waldklinge zur Elsach.
- Langergrundbach (oder doch Lagergrundbach?[3]), von links und Südosten auf 491,2 m ü. NHN zwischen der Sportschützenanlage und dem östlichen Stadtrand von Bad Urach, 0,8 km und ca. 1,5 km². Entsteht auf mindestens 533 m ü. NHN im Langen Grund.
- Zittelstattbach durch den Talgrund Zittelstatt, von links und Südosten auf etwas unter 468 m ü. NHN beim Friedhof im östlichen Bad Urach, 2,1 km und 4,3 km². Entsteht auf etwa 558 m ü. NHN kurz vor der sich öffnenden Talflur.
  - (Quellenabfluss), von rechts und Nordosten auf etwa 515 m ü. NHN nahe dem hintersten Haus an der Uracher Straße Zittelstatt, 0,8 km und ca. 0,6 km². Entspringt aus zwei Hangquellen auf 590–600 m ü. NHN oberhalb der Steigenschlinge der B 28.
- Mauchentalbach, von rechts und etwa Westen in Urach an der Neuffener Straße (L 250), 2,9 km und 3,9 km². Entsteht auf etwas unter 730 m ü. NHN an der Südwestspitze von Hülben am Steinbruch.

## Bildergalerie

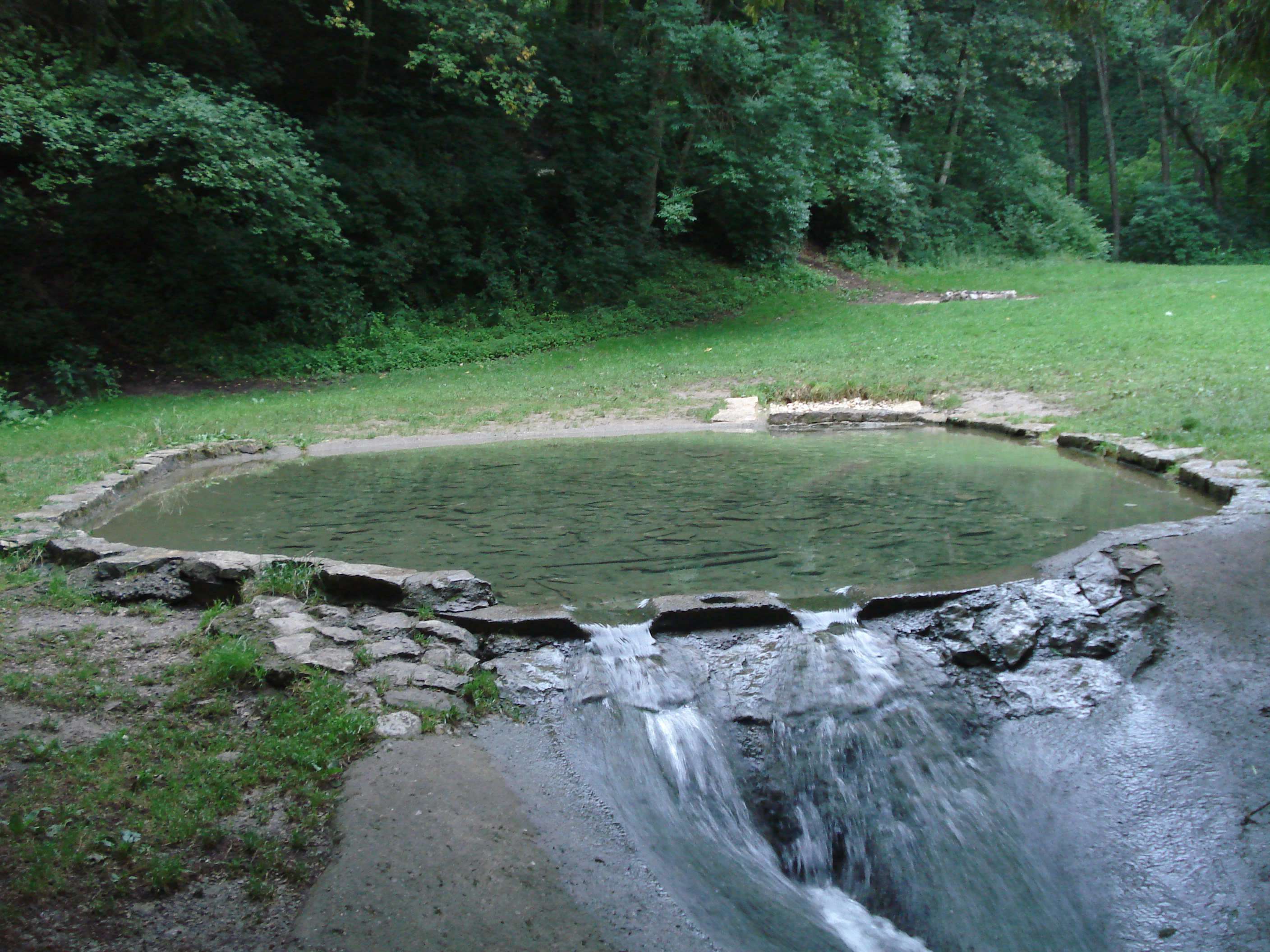
Das Quellbecken am Wanderparkplatz
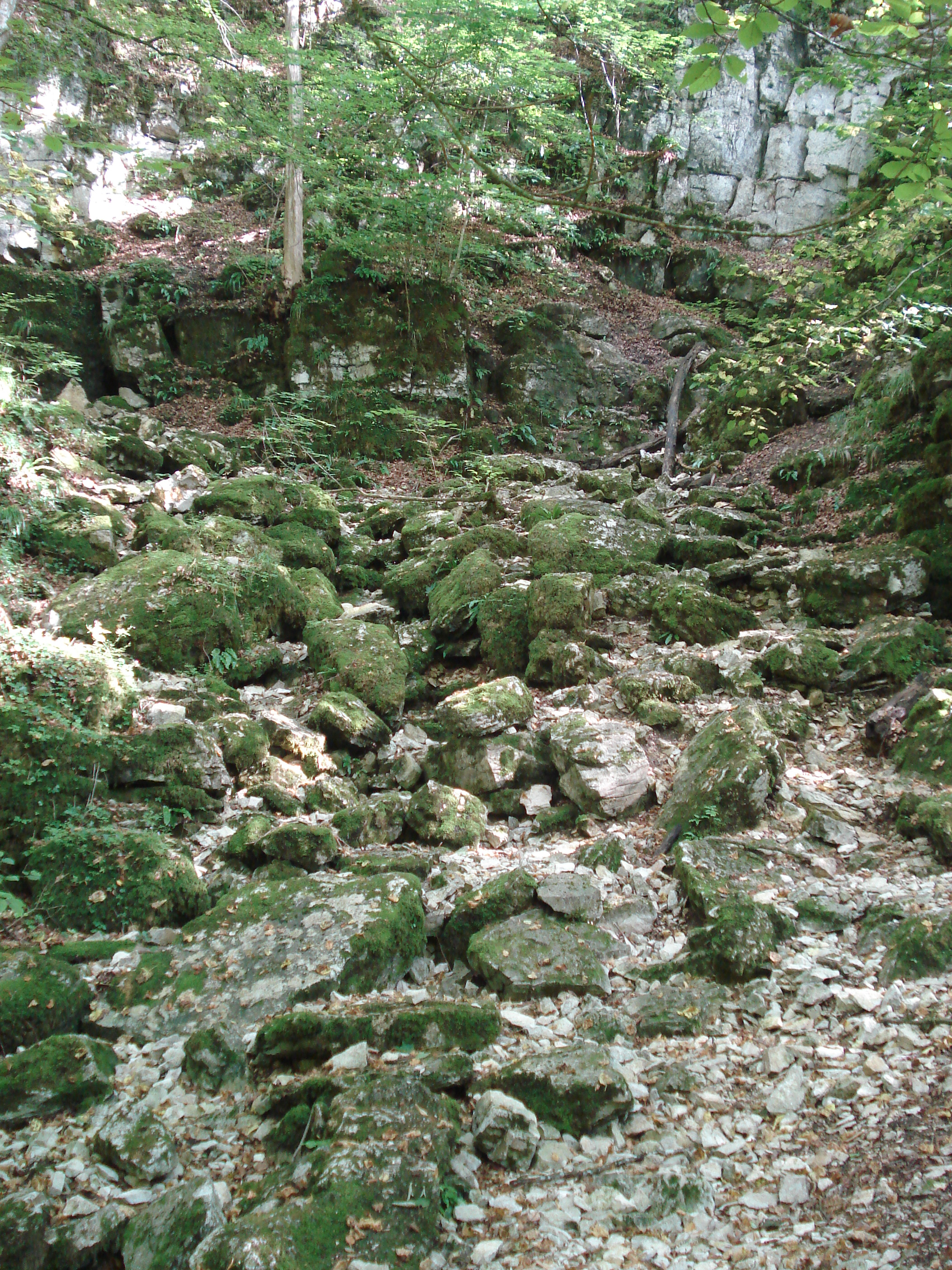
Der Elsachbröller